# Tarik Elyounoussi
Tarik Elyounoussi (ur. 23 lutego 1988 w Al-Husajmie) – norweski piłkarz pochodzenia marokańskiego występujący na pozycji pomocnika lub napastnika. Zawodnik AIK Fotboll. Jego kuzynem jest Mohamed Elyounoussi.

## Kariera klubowa
Tarik Elyounoussi jako junior grał w dwóch norweskich klubach – Nylende oraz Trosvik. Zawodową karierę rozpoczął w 2005 we Fredrikstad. Zadebiutował w nim 3 lipca w przegranym 1:2 meczu ligi norweskiej ze Startem. Przez cały sezon 2005 Elyounoussi rozegrał trzy ligowe spotkania, natomiast podczas sezonu 2006 zanotował już 25 występów w Tippeligaen i strzelił 5 goli. Pierwszego z nich zdobył 23 lipca w wygranym 2:1 pojedynku z Vikingiem. Fredrikstad FK w ligowej tabeli zajęło ósme miejsce, jednak dzięki wygranej w Pucharze Norwegii zapewniło sobie prawo startu w eliminacjach do Pucharu UEFA. Z nich klub Elyounoussiego został wyeliminowany przez szwedzki Hammarby IF, z którym przegrał w dwumeczu 2:3.
W sezonie 2007 Elyounoussi zdobył w lidze 9 bramek i był najskuteczniejszym strzelcem swojej drużyny. Sezon 2008 także rozpoczął jako podstawowy gracz Fredrikstad FK i tak jak w poprzednich rozgrywkach tworzył duet napastników z Garðarem Jóhannssonem z Islandii. Dla swojego klubu Elyounoussi rozegrał łącznie 69 spotkań w Tippeligaen i strzelił 19 goli.
Latem 2008 pozyskaniem Elyounoussiego było zainteresowane kilka klubów, głównie angielskich. 8 lipca działacze Fredrikstad FK zaakceptowali opiewającą na około cztery miliony euro ofertę francuskiego Le Mans FC. Elyounoussi nie był jednak zainteresowany grą w tym zespole i 22 lipca podpisał pięcioletni kontrakt z SC Heerenveen. Włodarze holenderskiego klubu zapłacili za niego trzy i pół miliona euro. W Eredivisie norweski piłkarz zadebiutował 31 sierpnia w wygranym 3:2 wyjazdowym meczu z Volendam, w którym zdobył jedną z bramek. Razem z nową drużyną Elyounoussi wystąpił także w Pucharze UEFA, jednak Heerenveen zostało z niego wyeliminowane już w rundzie grupowej, w której nie zdobyło ani jednego punktu. W 2010 był wypożyczony do Lillestrøm. W latach 2011–2012 był natomiast zawodnikiem Fredrikstad FK. Następnie kolejno grał w Rosenborgu, TSG 1899 Hoffenheim, Olympiakosie i Qarabağu. W 2018 trafił do AIK Fotboll.

## Kariera reprezentacyjna
Elyounoussi w latach 2006–2008 występował w reprezentacji Norwegii U-21. W 2006 i 2007 został wybrany najlepszym norweskim piłkarzem młodego pokolenia. W dorosłej kadrze zadebiutował 28 maja 2008 w zremisowanym 2:2 towarzyskim meczu z Urugwajem i już cztery minuty po pojawieniu się na boisku wpisał się na listę strzelców.